# Riffhummer
Die Riffhummer (Enoplometopus) sind die einzige Gattung aus der Familie der Enoplometopidae innerhalb der Zehnfußkrebse (Decapoda).

## Aussehen
Die Krebse haben die typische Hummergestalt, mit behaarten Scheren, die ein Drittel der Körperlänge ausmachen. Sie bleiben meist kleiner als 15 Zentimeter. Riffhummer sind sehr bunt, oft mit einer rötlichen Grundfarbe und gelben oder violetten Punkten oder Streifen.

## Verbreitung
Riffhummer leben in den Riffen des tropischen Indopazifik und des tropischen Atlantik, einschließlich der Karibik. Sie werden gelegentlich für aquaristische Zwecke importiert. Sie leben aber sehr versteckt im Riffaqarium und müssen wegen Unverträglichkeit unbedingt einzeln gehalten werden.

## Fortpflanzung
Bei den Riffhummern findet die Begattung kurz nach der Häutung des Weibchens statt. Dazu haben die Männchen der Riffhummer das erste Paar der Hinterbeine zu einem aus zwei Teilen bestehenden röhrenartigen Begattungsorgan umgebildet. Damit überträgt das Männchen das Sperma in eine Samentasche zwischen den drei letzten Beinpaaren des Weibchens. Die Eier gleiten nach der Begattung aus der Geschlechtsöffnung an der Samentasche vorbei und werden dort befruchtet. Dann werden sie an die Unterseite des Hinterleibes geheftet. Nach sechs Tagen, in der Nacht, schlüpfen die Larven.

## Arten
Arten von Enoplometopus haben meist eine charakteristische Färbung, was ihre Unterscheidung vereinfacht. Weitere Unterscheidungsmerkmale sind Zahl und Form von Spitzen auf dem Carapax, die Morphologie der Scheren sowie der Pleura des sechsten abdominalen Segments. Die Gattung umfasst folgende 12 Arten:
- Enoplometopus antillensis Lütken, 1865
- Enoplometopus callistus Intès & Le Loeuff, 1970
- Enoplometopus chacei Kensley & Child, 1986
- Enoplometopus crosnieri Chan& Yu, 1998
- Enoplometopus daumi Holthuis, 1983
- Enoplometopus debelius Holthuis, 1983
- Enoplometopus gracilipes (De Saint Laurent, 1988)
- Enoplometopus holthuisi Gordon, 1968
- Enoplometopus macrodontus Chan & Ng, 2008
- Enoplometopus occidentalis (Randall, 1840)
- Enoplometopus pictus A. Milne Edwards, 1862
- Enoplometopus voigtmanni Türkay, 1989